# Івасакі Кьоко
Івасакі Кьоко (21 липня 1978) — японська плавчиня.
Олімпійська чемпіонка 1992 року, учасниця 1996 року.
Призерка літньої Універсіади 1995 року.